# Jonathan N. Tubb
Jonathan Nicholas Tubb (* 21. Dezember 1951 in Coventry; † 25. September 2023 in London) war ein britischer Vorderasiatischer Archäologe und Kurator der Abteilung für den Nahen Osten am British Museum.

## Leben und Wirken
Jonathan N. Tubb kam Ende 1951 in Coventry als Sohn eines Apothekers zur Welt; er hatte eine ältere Schwester. Nach seinem Abschluss an einer lokalen Grammar School begann er zunächst ein Studium der Biochemie, wechselte dann Numismatik und entschied sich schlussendlich für die Archäologie. Zur Finanzierung seines Studiums spielte er Saxofon im Londoner Nachtleben. Nach der Erlangung des Bachelor-Grades 1974 setzte er sein Studium mit einem Master am Institute of Archaeology des University College London fort. Über das UCL beteiligte er sich über die nächsten Jahren an diversen Ausgrabungen im Nahen Osten, unter anderem im irakischen Abū Ṣalābīḫ, in Tell Brak in Syrien und in der antiken Stadt Kadesch, ebenfalls im heutigen Syrien, wo er über die Jahre hinweg zum stellvertretenden Ausgrabungsleiter aufstieg.
Parallel arbeitete Tubb ab 1979 in der Abteilung für den Nahen Osten des British Museum. Unter anderem baute er die dortige Ausstellung zur Ur- und Frühgeschichte der Levante in bedeutendem Maße aus, nicht zuletzt durch den Kauf von Fundstücken aus Lachisch vom Institute of Archaeology des UCL, die in den 1930er Jahren von James Leslie Starkey, Gerald Lankester Harding und Olga Tufnell ausgegraben worden waren. Zusätzlich organisierte Tubb1990/1991 eine Sonderausstellung zur Archäologie und der Bibel, in der er versuchte, biblische Berichte mit archäologischen Kenntnissen zu vergleichen und zu korrigieren. Neben einem begleitenden Buch zu dieser Sonderausstellung arbeitete Tubb an einer Monografie zu den Kanaanitern, die 1998 veröffentlicht wurde und zum Standardwerk über das Volk wurde. Zudem initiierte er mehrere Ausgrabungen seitens des British Museums am Ostufer des Jordans in Jordanien, bei denen es sich um die ersten Ausgrabungen des British Museums im Nahen Osten seit den Forschungen von Leonard Woolley und T. E. Lawrence in Karkemiš 1910–1921 handelte. Eine erste Kampagne führte Tubb 1984 auf den bronzezeitlichen Friedhof von Tiwal esh-Sherqi, bevor er von 1985 bis 1996 umfangreiche Feldforschungen am Fundplatz Tell es-Sa'idiyeh unternahm. Tubbs Ausgrabungen an der Stätte, die häufig mit der biblischen Stadt Zarethan gleichgesetzt wird, bewiesen eine lange Besiedlung des Ortes und brachten einige herausragende bronzezeitliche Funde hervor.
2012 wurde Tubb zum leitenden Kurator (Keeper) der nahöstlichen Abteilung des British Museums ernannt. In dieser Funktion initiierte er diverse Bemühungen zum Schutz von Kulturgütern in Syrien und Irak vor dem Hintergrund der Terrorherrschaft des Islamischen Staats. Insbesondere gründete er ein Programm zur Ausbildung irakischer Denkmalschützer. Ferner leitete er von 2013 bis 2015 in drei Kampagnen Ausgrabungen im Fort von Ra's al-Hadd im Oman, die auf Bitten des omanischen Kulturministeriums erfolgten. Davon abgesehen engagierte sich Tubb für viele Jahre im Vorstand des Palestine Exploration Fund, dem er von 2001 bis 2009 als Vorsitzender leitete und ab 2009 als Präsident vorstand. Ehrenhalber wurde er zum Fellow der Society of Antiquaries of London ernannt. 2022 ging er als Kurator am British Museum in den Ruhestand. Zu diesem Anlass erschien ein Jahr später eine von Irving Finkel, James A. Fraser und St John Simpson herausgegebene Festschrift. Tubb starb im Spätsommer 2023 im Alter von 71 Jahren in London an einer Krebserkrankung und hinterließ eine Lebensgefährtin und vier Kinder, drei davon aus einer früheren Beziehung.

## Veröffentlichungen
Eine umfangreiche Bibliografie bietet J. N. Tubb: A Bibliography of Works. In: Irving Finkel, James A. Fraser, St John Simpson (Hrsg.): ‘To Aleppo gone…’: Essays in Honour of Jonathan N. Tubb (= Archaeopress Ancient Near Eastern Archaeology, Band 10). Archaeopress, Oxford 2023, S. VI–VIII.
Monografien
- An Iron Age II Tomb Group from the Bethlehem Region (= British Museum Occasional Paper, Band 14). British Museum, London 1980. ISBN 0-86159-013-9.
- Excavations at the Early Bronze Age Cemetery of Tiwal esh-Sharqi. British Museum Press, London 1990. ISBN 0-7141-1128-7.
- mit Rupert L. Chapman: Archaeology and The Bible. British Museum Press, London 1990. ISBN 0-7141-1719-6.
- Canaanites (= Peoples of the Past). British Museum Press, London 1998. ISBN 0-7141-2089-8.

Herausgeberschaften
- Palestine in the Bronze and Iron Ages: Papers in Honour of Olga Tufnell (= University College London Institute of Archaeology Publications, Band 16). The Institute of Archaeology, London 1985. ISBN 0-905853-15-6

Kinderliteratur
- Bible Lands (= Eyewitness Books). Dorling Kindersley, London 1991. ISBN 0-86318-625-4.